# Claude d’Esternod
Claude d’Esternod (* 1592 in Salins-les-Bains; † 1640 ebenda) war ein französischer Schriftsteller.

## Leben und Werk
Claude d’Esternod entstammte dem niedrigen Adel der Franche-Comté (Freigrafschaft), die zu seiner Zeit (seit 1493) im Besitz der spanischen Linie der Habsburger war, aber ab 1638 im Dreißigjährigen Krieg zeitweise von Frankreich besetzt wurde. Esternod ging nach Paris und engagierte sich mit Schriften für die Französierung seiner Heimat. Nach der Besetzung wurde er Gouverneur von Ornans.
Seine Dichtung von 1619 mit dem Titel L’Espadon satyrique (deutsch etwa: Das satirische Zweihandschwert) war wegen seines reichen Vokabulars und der zahlreichen Naturmetaphern erfolgreich und erlebte im 17. Jahrhundert insgesamt 10 Auflagen, die erste davon unter Pseudonym (Sieur de Franchere).

## Werke (Auswahl)
- L’Espadon satyrique. J. Lautret, Lyon 1619. Erweiterte Auflage, 1626. Mertens, Brüssel 1863.
  - (kritische Ausgabe der ersten Auflage) Hrsg. Fernand Fleuret (1883–1945) und Louis Perceau (1883–1942). J. Fort, Paris 1922.